# Saccolabium

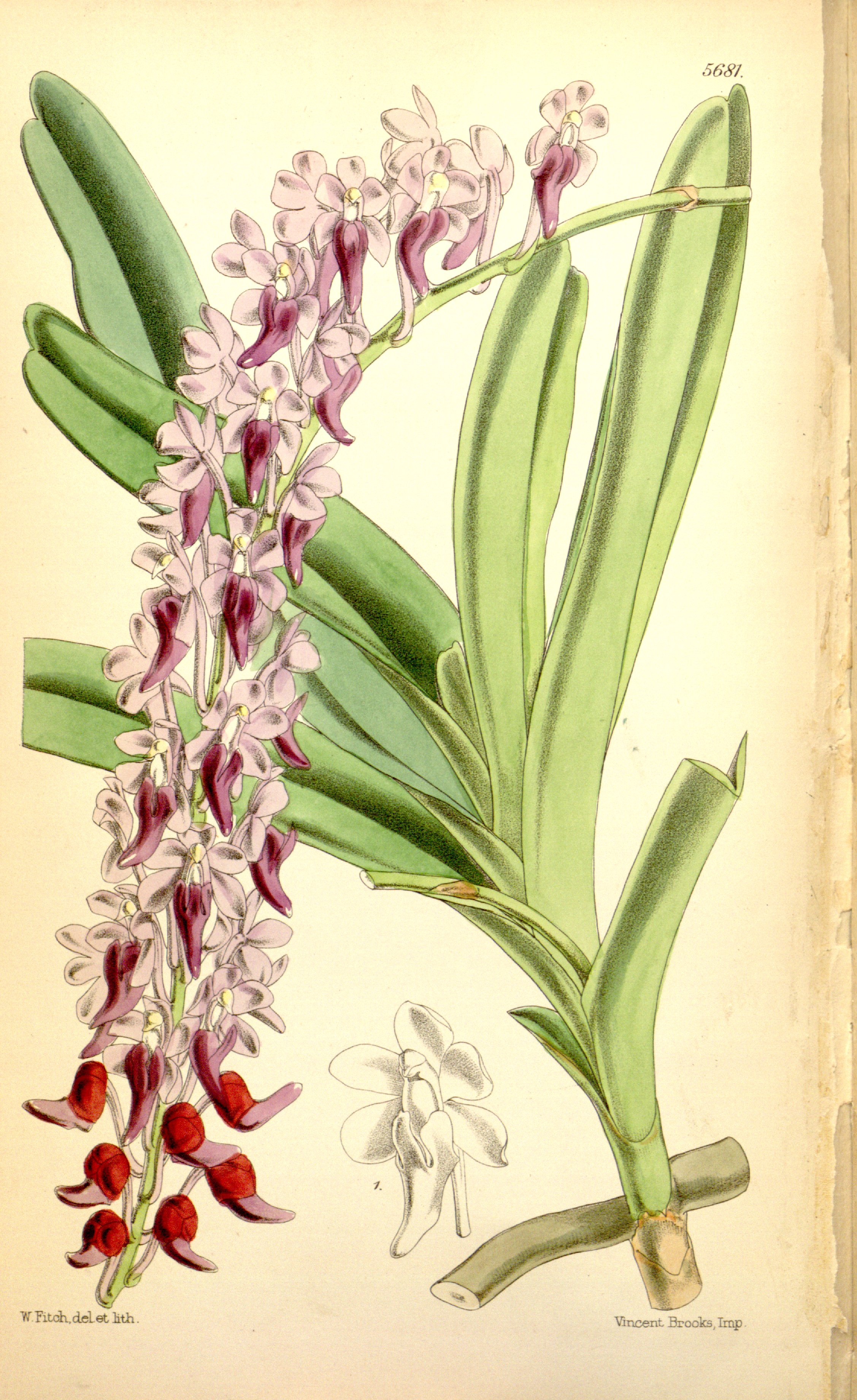
Illustration of Aerides huttonii (as syn. Saccolabium huttonii, spelled by Hooker as Saccolabium huttoni)

Saccolabium là một chi thực vật có hoa trong họ, Orchidaceae.